# Universalsuccession
Universalsuccession är en juridisk term inom förmögenhetsrätten som, i motsats till singularsuccession, innebär ett övertagande av en annan persons samlade förmögenhetsmassa, det vill säga att man inträder i personens ställe vad gäller alla hans eller hennes ekonomiska rättigheter och skyldigheter. Begreppet används främst om arv och är hämtat från romersk rättstradition.
I svensk rättstillämpning har universalsuccession främst använts för att beskriva vissa ovanliga fall där en arvinge blivit personligt ansvarig för den avlidnes skuldförbindelser. Resonemanget utgår från att skuldförbindelser som inte är av den typen att de på grund av sin starka koppling till den avlidnes person automatiskt förfaller vid dödsfallet i stället ska anses utgöra en del av den avlidnes förmögenhetsmassa och alltså ska övertas av arvingen genom universalsuccessionen.
I normalfallet kvittas dock skulder och tillgångar i dödsboet innan ett eventuellt överskjutande belopp kan fördelas som arv mellan arvingarna. Om dödsboets skulder är större än dess tillgångar är det dödsboet, och inte arvingarna, som går i konkurs. Termen har därför inte använts i någon större utsträckning i Sverige.
Begreppet är också intressant när någon gradvis övertar en förmögenhetsmassa genom en rad singulärfång, alltså en rad övertaganden av enskilda fysiska eller immateriella tillgångar, för att på så sätt kunna skaffa sig bättre rätt[förklaring behövs] till tillgångarna än vad som hade varit möjligt vid en universalsuccession. Från den synpunkten finns i svensk rätt flera möjliga universalfång, men fortfarande främst på familje- och arvsrättens område, som exempelvis arv, testamente, giftorätt samt bodelning under bestående äktenskap.